# Tour de France 2014 – 12. etap
12. etap kolarskiego wyścigu Tour de France 2014 odbył się 17 lipca. Start etapu miał miejsce w miejscowości Bourg-en-Bresse, zaś meta w Saint-Étienne. Etap liczył 185,5 kilometra.
Zwycięzcą etapu został norweski kolarz Alexander Kristoff. Drugie miejsce zajął Słowak Peter Sagan, a trzecie Francuz Arnaud Démare.

## Premie
Na 12. etapie były następujące premie:
| Rodzaj | Rodzaj            | Miejscowość/ Miejsce  | Kilometry (od startu) | Kilometry (do mety) |
| ------ | ----------------- | --------------------- | --------------------- | ------------------- |
|        | Lotna             | Romanèche-Thorins     | 39,5 km               | 146 km              |
|        | Górska (IV kat.)  | Col de Brouilly       | 58,5 km               | 127 km              |
|        | Górska (III kat.) | Côte du Saule-d'Oingt | 83 km                 | 102,5 km            |
|        | Górska (III kat.) | Col des Brosses       | 138 km                | 47,5 km             |
|        | Górska (IV kat.)  | Côte de Grammond      | 164 km                | 21,5 km             |

### Wyniki
| Lotna – Charcier |                     |        |        |
| Miejsce          | Zawodnik            | Zespół | Punkty |
| 1.               | Florian Vachon      | BSE    | 20     |
| 2.               | Grégory Rast        | TRE    | 17     |
| 3.               | Simon Clarke        | OGE    | 15     |
| 4.               | David de la Cruz    | TNE    | 13     |
| 5.               | Sebastian Langeveld | GRS    | 11     |
| 6.               | Marcel Kittel       | GIA    | 10     |
| 7.               | Bryan Coquard       | EUC    | 9      |
| 8.               | Mark Renshaw        | OPQ    | 8      |
| 9.               | Romain Feillu       | BSE    | 7      |
| 10.              | André Greipel       | LTB    | 6      |
| 11.              | Peter Sagan         | CAN    | 5      |
| 12.              | Fabio Sabatini      | CAN    | 4      |
| 13.              | Elia Viviani        | CAN    | 3      |
| 14.              | Tom Veelers         | GIA    | 2      |
| 15.              | Yohann Gène         | EUC    | 1      |

| Górska – Col de Brouilly |                  |        |        |
| Miejsce                  | Zawodnik         | Zespół | Punkty |
| 1.                       | David de la Cruz | TNE    | 1      |

| Górska – Côte du Saule-d'Oingt |                  |        |        |
| Miejsce                        | Zawodnik         | Zespół | Punkty |
| 1.                             | David de la Cruz | TNE    | 2      |
| 2.                             | Grégory Rast     | TRE    | 1      |

| Górska – Col des Brosses |                     |        |        |
| Miejsce                  | Zawodnik            | Zespół | Punkty |
| 1.                       | Sebastian Langeveld | GRS    | 2      |
| 2.                       | Simon Clarke        | OGE    | 1      |

| Górska – Côte de Grammond |              |        |        |
| Miejsce                   | Zawodnik     | Zespół | Punkty |
| 1.                        | Simon Clarke | OGE    | 1      |

## Wyniki etapu
| Miejsce | Zawodnik             | Państwo    | Zespół                               | Czas       | Punkty |
| ------- | -------------------- | ---------- | ------------------------------------ | ---------- | ------ |
| 1.      | Alexander Kristoff   | Norwegia   | Team Katusha                         | 4h 32' 11" | 45     |
| 2.      | Peter Sagan          | Słowacja   | Cannondale Pro Cycling               | +0"        | 35     |
| 3.      | Arnaud Démare        | Francja    | FDJ.fr                               | +0"        | 30     |
| 4.      | Michael Albasini     | Szwajcaria | Orica GreenEdge                      | +0"        | 26     |
| 5.      | Ramūnas Navardauskas | Litwa      | Garmin-Sharp                         | +0"        | 22     |
| 6.      | Daniele Bennati      | Włochy     | Tinkoff-Saxo                         | +0"        | 20     |
| 7.      | Bryan Coquard        | Francja    | Team Europcar                        | +0"        | 18     |
| 8.      | Daniel Oss           | Włochy     | BMC Racing Team                      | +0"        | 16     |
| 9.      | Samuel Dumoulin      | Francja    | Ag2r-La Mondiale                     | +0"        | 14     |
| 10.     | José Joaquín Rojas   | Hiszpania  | BMC Racing Team                      | +0"        | 12     |
| 11.     | Romain Feillu        | Francja    | Bretagne-Séché Environnement         | +0"        | 10     |
| 12.     | Armindo Fonseca      | Francja    | Bretagne-Séché Environnement         | +0"        | 8      |
| 13.     | John Degenkolb       | Niemcy     | Team Giant-Shimano                   | +0"        | 6      |
| 14.     | Jürgen Roelandts     | Belgia     | Lotto-Belisol                        | +0"        | 4      |
| 15.     | Bauke Mollema        | Holandia   | Belkin Pro Cycling Team              | +0"        | 2      |
| 16.     | Michał Kwiatkowski   | Polska     | Omega Pharma-Quick-Step Cycling Team | +0"        | —      |
| 17.     | Heinrich Haussler    | Australia  | IAM Cycling                          | +0"        | —      |
| 18.     | Cyril Lemoine        | Francja    | Cofidis, Solutions Crédits           | +0"        | —      |
| 19.     | Anthony Delaplace    | Francja    | Bretagne-Séché Environnement         | +0"        | —      |
| 20.     | Richie Porte         | Australia  | Team Sky                             | +0"        | —      |
|         |                      |            |                                      |            |        |
| 141.    | Simon Clarke         | Australia  | Orica GreenEdge                      | +6' 23"    | —      |

## Klasyfikacje po 12. etapie

### Klasyfikacja generalna
| Miejsce | Zawodnik               | Państwo           | Zespół                  | Czas        |
| ------- | ---------------------- | ----------------- | ----------------------- | ----------- |
|         | Vincenzo Nibali        | Włochy            | Astana Pro Team         | 51h 31' 34" |
| 2.      | Richie Porte           | Australia         | Team Sky                | +2' 23"     |
| 3.      | Alejandro Valverde     | Hiszpania         | Movistar Team           | +2' 47"     |
| 4.      | Romain Bardet          | Francja           | Ag2r-La Mondiale        | +3' 01"     |
| 5.      | Thibaut Pinot          | Francja           | FDJ.fr                  | +3' 47"     |
| 6.      | Tejay van Garderen     | Stany Zjednoczone | BMC Racing Team         | +3' 56"     |
| 7.      | Jean-Christophe Péraud | Francja           | Ag2r-La Mondiale        | +3' 57"     |
| 8.      | Bauke Mollema          | Holandia          | Belkin Pro Cycling Team | +4' 08"     |
| 9.      | Jurgen Van den Broeck  | Belgia            | Lotto-Belisol           | +4' 18"     |
| 10.     | Jakob Fuglsang         | Dania             | Astana Pro Team         | +4' 31"     |

### Klasyfikacja punktowa
| Miejsce | Zawodnik           | Państwo   | Zespół                               | Punkty   |
| ------- | ------------------ | --------- | ------------------------------------ | -------- |
|         | Peter Sagan        | Słowacja  | Cannondale Pro Cycling               | 341 pkt. |
| 2.      | Bryan Coquard      | Francja   | Team Europcar                        | 191 pkt. |
| 3.      | Alexander Kristoff | Norwegia  | Team Katusha                         | 172 pkt. |
| 4.      | Marcel Kittel      | Niemcy    | Team Giant-Shimano                   | 167 pkt. |
| 5.      | Mark Renshaw       | Australia | Omega Pharma-Quick-Step Cycling Team | 118 pkt. |

### Klasyfikacja górska
| Miejsce | Zawodnik             | Państwo   | Zespół                               | Punkty  |
| ------- | -------------------- | --------- | ------------------------------------ | ------- |
|         | Joaquim Rodríguez    | Hiszpania | Team Katusha                         | 51 pkt. |
| 2.      | Thomas Voeckler      | Francja   | Team Europcar                        | 34 pkt. |
| 3.      | Tony Martin          | Niemcy    | Omega Pharma-Quick-Step Cycling Team | 26 pkt. |
| 4.      | Vincenzo Nibali      | Włochy    | Astana Pro Team                      | 20 pkt. |
| 5.      | Alessandro De Marchi | Włochy    | Cannondale Pro Cycling               | 18 pkt. |

### Klasyfikacja młodzieżowa
| Miejsce | Zawodnik           | Państwo  | Zespół                               | Czas        |
| ------- | ------------------ | -------- | ------------------------------------ | ----------- |
|         | Romain Bardet      | Francja  | Ag2r-La Mondiale                     | 51h 34' 35" |
| 2.      | Thibaut Pinot      | Francja  | FDJ.fr                               | +46"        |
| 3.      | Michał Kwiatkowski | Polska   | Omega Pharma-Quick-Step Cycling Team | +1' 38"     |
| 4.      | Tom Dumoulin       | Holandia | Team Giant-Shimano                   | +14' 16"    |
| 5.      | Peter Sagan        | Słowacja | Cannondale Pro Cycling               | +38' 07"    |

### Klasyfikacja drużynowa
| Miejsce | Zespół                  | Państwo           | Czas         |
| ------- | ----------------------- | ----------------- | ------------ |
|         | Ag2r-La Mondiale        | Francja           | 154h 42' 16" |
| 2.      | Astana Pro Team         | Kazachstan        | +3' 19"      |
| 3.      | Belkin Pro Cycling Team | Holandia          | +4' 25"      |
| 4.      | Team Sky                | Wielka Brytania   | +4' 56"      |
| 5.      | BMC Racing Team         | Stany Zjednoczone | +21' 20"     |